# عبد الرحمن عبد الصمد أبوطالب
عبد الرحمن عبد الصمد أبوطالب، سياسي وأديب وشاعر يمني، تقلد عدة مناصب في حكومة الإمام أحمد بن يحيى حميد الدين، ثم تقلّد بعد وفاة الإمام أحمد وزارة الاقتصاد والتجارة في حكومة ابنه الإمام محمد البدر ولم يدم ذلك إلا أسبوعاً واحداً إذ قامت الثورة سنة 1962م، فرفض السيد عبد الرحمن الفرار من صنعاء فألقي القبض عليه وأعدم على إثرها بعد اندلاع الثورة بيوم أو يومين.

## نسبه
هو عبد الرحمن بن عبد الصمد بن عبد الرحمن بن أحمد بن عبد الله بن القاسم بن محمد بن الحسن بن القاسم بن أحمد (المكنى بأبي طالب) بن الإمام المنصور بالله القاسم بن محمد بن علي، من أسرة آل ابي طالب.